# Utica, New York
Utica (phát âm / juːtɨkə /) là một thành phố trong thung lũng Mohawk và quận lỵ của quận Oneida, New York, Hoa Kỳ. Đây là thành phố đông dân thứ mười ở tiểu bang New York, dân số là 62.235 theo điều tra dân số Hoa Kỳ năm 2010. Thànb phố nằm bên sông Mohawk ở chân của dãy núi Adirondack, Utica có cự khoảng 90 dặm (145 km) về phía tây bắc của Albany và 45 dặm (72 km) về phía đông của Syracuse.
Dù Utica và thành phố láng giềng Rome có khu vực đô thị riêng, cả hai thành phố cũng được đại diện và chịu ảnh hưởng của các đặc tính thương mại, giáo dục và văn hóa của khu vực thủ phủ và khu vực đô thị Syracuse.
Trước đây là một khu định cư bờ sông của bộ tộc người Mohawk của liên minh Iroquois, Utica trở thành nơi định cư của người da trắng từ New England trong cuộc cách mạng Mỹ. Trong thế kỷ 19, những người nhập cư tăng cường vị trí của nó như là một thành phố dừng chân giữa Albany và Syracuse trên các kênh đào Erie và Chenango và tuyến đường sắt trung tâm New York. Trong các thế kỷ 19 và 20, cơ sở hạ tầng của thành phố góp phần vào sự thành công của nó như là một trung tâm sản xuất và xác định vai trò của nó như là một trung tâm toàn cầu của ngành công nghiệp dệt may. Tham nhũng chính trị thế kỷ 20 Utica và tổ chức tội phạm đã cho nó biệt danh "Sin City" (thành phố tội ác), và sau đó, "thành phố bị Chúa lãng quên" .
Cũng giống như các thành phố Rust Belt (vành đai rỉ sắt) khác, Utica có một cuộc suy thoái kinh tế bắt đầu từ giữa thế kỷ 20. Sự suy thoái bao gồm suy giảm công nghiệp do toàn cầu và đóng cửa các nhà máy dệt, giảm sút dân số do di dời các công ăn việc làm và các doanh nghiệp ngoại ô và đến Syracuse, và nghèo đói liên quan đến căng thẳng kinh tế xã hội và cơ sở thuế giảm. Với chi phí sinh hoạt thấp, thành phố đã trở thành một nơi thu hút người tị nạn từ các quốc gia bị chiến tranh tàn phá trên toàn thế giới (khuyến khích tăng trưởng cho các trường cao đẳng và các trường đại học, các tổ chức văn hóa và nền kinh tế).
Theo điều tra dân số năm 2010, đô thị Khu vực thống kê Utica-Rome (MSA) có 299.397 người trong quận Oneida và Herkimer; các quận trong thung lũng Mohawk có một dân số kết hợp 622.133 người. Trong năm 2014, dân số của Utica ước đạt 61.332 người.